# Хотково
Хотково (пол. Chotkowo, нім. Kathkow) — село в Польщі, у гміні Божитухом Битівського повіту Поморського воєводства.
Населення — 239 осіб (2011).
У 1975-1998 роках село належало до Слупського воєводства.

## Демографія
Демографічна структура станом на 31 березня 2011 року:
|          | Загалом | Допрацездатний вік | Працездатний вік | Постпрацездатний вік |
| -------- | ------- | ------------------ | ---------------- | -------------------- |
| Чоловіки | 121     | 35                 | 75               | 11                   |
| Жінки    | 118     | 42                 | 56               | 20                   |
| Разом    | 239     | 77                 | 131              | 31                   |